# 3753 كرويثن

تتابع دورتي الأرض وكويكب كرويثن فكل منهما يستغرق سنة حول الشمس.

يبدو مدار كويكب كرويثن في هيئة حدوة الحصان عند رؤيته من الأرض.

كويكب كرويثن 3753  (بالإنجليزية: Cruithne 3753)‏ هو كويكب قريب من الأرض، ويبلغ قطره نحو 5 كيلومتر. يعبر في مداره مدار الأرض أحيانا.
اعتقد في الماضي أنه قمر ثاني للأرض. 
ولكن بتدقيق البحث تبين أنه لا يدور حول الأرض ولكنه يدور حول الشمس ويعترض مداره أحيانا مدار الأرض حول الشمس. مداره داخل مدار عطارد حول الشمس وخارج مدار المريخ. يدور كرويثن حول الشمس في دورة تستغرق سنة واحدة ولكنه يحتاج إلى نحو 770 سنة لتكملة دورة شكلها حدوة حصان حول الأرض.

## اكتشافه
اكتشف هذا الكويكب الذي يعتبر أحد الكويكبات القريبة من الأرض في 10 أكتوبر 1986 بواسطة مرصد سايدينج سبرينج . وسمي آنذاك بالرمز «1986 تي أو» . وبعد حساب مداره تبين أنه الجرم السماوي المكتشف من قبل في عام 1983 والمسمى 1983 يو إتش. وكان هذا قد اكتشف عن طريق المرصد الأوروبي الجنوبي (إيسو) الموجود في تشيلي. ثم سمي بعد ذلك كوكب «كرويثن» طبقا لاسم أحد القبائل القديمة في الجزر البريطانية .

## حجمه ومداره

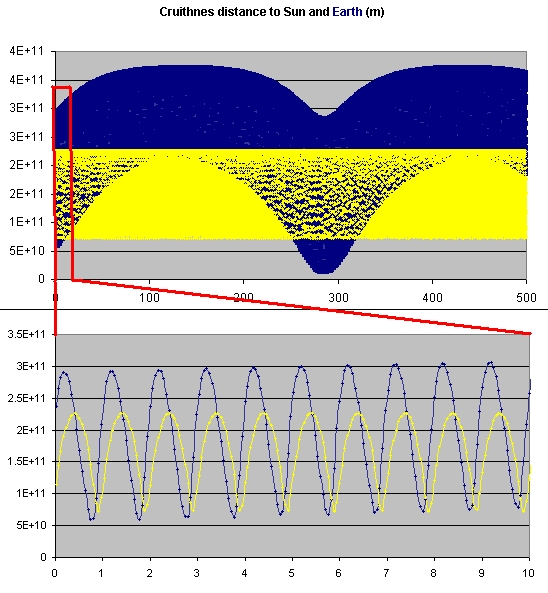
المسافة بين كرويثن والشمس والأرض عبر 500 سنة (فوق) وعبر 10 سنوات (أسفل).

يبلغ قطر كويكب كرويثن نحو 5 كيلومتر وأقرب نقطة على مداره للأرض تبلغ 12 مليون كيلومتر (بالمقارنة بالقمر فبعد القمر عن الأرض نحو 380.000 كيلومتر فقط). يكون كرويثن قريبا من الأرض خلال السنوات 1994 إلى 2015 خلال شهر نوفمبر
.
وتبين الحسابات أن احتمال تصادم كروثن بالأرض احتمال ضعيف جدا حيث لا يتقاطع مداريهما وفوق ذلك فمداريهما ليسا في نفس المستوى وتفصلهما زاوية قدرها 19.8° بين المستويين. يبلغ أكبر قدر ظاهري لكرويثن 8و15 وهو أضعف لمعانا من بلوتو ويحتاج لرؤيته تلسكوب بمرآة عاكسة قطر 5و12 سنتيمتر .
شكل مدار كرويثن بيضوي في شكل قطع ناقص حول الشمس. وتبلغ دورته حول الشمس 364 يوم حاليا وهي مساوية تقريبا لزمن دورة الأرض حول الشمس. لذلك يبدو كل منهما كما لو كان الواحد يتبع الآخر في مداريهما حول الشمس . ولذلك يسمى كرويثن أحيانا «بالقمر الثاني للأرض» .
لكنه لا يدور حول الأرض فهو ليس قمرا للأرض.
سوف يقترب كرويثن من كوكب المريخ إلى نحو 09و0 وحدة فلكية (تعادل 6و13 مليون كيلومتر) في عام 2058.